# Bryan Muntslag
Bryan Muntslag (20 november 1971) is een Surinaams zanger en organisator. Hij is sinds 1994 actief voor SuriPop en zong meermaals mee; in 2008 zong hij het winnende lied. Hij treedt op in Suriname en Nederland. Hij maakte deel uit van The Kasimex Houseband, South South West en Moksi en zingt solo, waaronder met zijn begeleidingsband Moksi en sinds 2018 een enkele maal in een eigen galaconcert. Daarnaast is hij organisator van diverse evenementen.

## Biografie

### Begin muziekcarrière
Bryan Muntslag groeide op in Paramaribo. Zijn ouders zongen bij de Gemeente Gods Rainville en kwamen daar twee tot drie keer per week, waardoor hij muziek met de paplepel ingegeven kreeg. Geïnspireerd door Michael Jackson zong hij zelf vanaf zijn vijfde. Op de lagere school werd hij vaak gevraagd om te zingen tijdens de vlaggenparade. In de vierde klas deed hij voor de eerste keer mee aan het schoolkorenfestival en werd hij gevraagd als voorzanger. Via de Sint Paulusschool kwam hij in het Kathedraal Jeugdkoor terecht, waar hij professioneel begeleid werd. Later ontmoette hij op het lyceum andere muzikanten, onder wie Ernesto van Dal.
Op zijn 21e sloot hij zich aan bij The Kasimex Houseband en rond de twee jaar later stapte hij over naar South South West, waarvoor hij tien jaar zong. Een van hun grote hits was Thelma dat hij samen met Aidah Amatstam zong. Vervolgens zong hij solo en een tijd daarna trad hij ook op met zijn eigen begeleidingsband Moksi, met onder meer Patricia van Daal.

### SuriPop
Daarnaast was hij sinds 1994 betrokken bij SuriPop, vooral in de koortjes of als jurylid. In 2006 zong hij mee met het nummer Still mine dat werd geschreven door Jeffrey Quartier. Het nummer behaalde toen de derde plaats. In 2008 nam hij opnieuw deel en zong hij het winnende lied Ala ogri e tja wang bun dat geschreven was door Gail Eijk.

### SuriToppers en andere concerten
Verder nam hij mede het initiatief voor de SuriToppers, dat sinds 2011 terugkerend voor een reeks concerten naar Nederland afreist. Muntslag treedt zelf ook op tijdens deze concerten. Ook ging hij meermaals naar Nederland met de theatertour Kaseko in Concert en zong hij tijdens Suriname aan het Strand in 2017 in Scheveningen en samen met Lucretia Muringen tijdens de verjaardagsviering van koning Willem-Alexander in 2017 in Tilburg.
In eigen land nam hij ook deel aan grote evenementen, zoals in 2012 tijdens het tweedaagse festival Summer Jam in 2012 en Save Thalia in 2019, beide in de Anthony Nesty Sporthal. Verder zong hij in 2016, geflankeerd door Gail Eijk en Clifton Braam, tijdens de uitvaart van Clinton Kaersenhout.

### The voice of Hollanden sologala
In 2017 deed Muntslag mee aan de achtste editie van The voice of Holland. Hiervoor was hij zonder het te weten ingeschreven door Jörgen Raymann, die hij nog kende uit de tijd dat Raymann het restaurantje Pedro uitbaatte en daar later jamsessions organiseerde. Muntslag kwalificeerde zich tijdens de Blind Auditions en koos voor Ali B als coach. Vervolgens strandde hij in de tweede ronde.
Hoewel teleurgesteld, begreep hij dat hij niettemin ver was gekomen uit oorspronkelijk vierduizend deelnemers. Hieruit ontstond het idee om eens iets voor zichzelf te doen. Dit resulteerde, voor het eerst in zijn 25-jarige carrière, in een eigen soloshow, getiteld His-Tori. Deze gaf hij begin 2018 in een uitverkocht Theater Thalia en herhaalde hij een jaar later nog eens met een nieuwe show. In 2019 bracht hij zijn eerste single ooit uit, getiteld De belofte. Hij schreef het nummer zelf en lanceerde het bij Radio 10 Magic FM.

### Organisator
Voor zijn eerste galaconcert richtte hij de organisatie BCM Entertainment op. Met BCM organiseerde hij ook andere evenementen, waaronder het SuJawa Galaconcert, het Glori Fu Kresneti-kerstconcert en het Evergreen Concert. Daarnaast is hij voorzitter van het Platform ter bevordering van Entertainment en Cultuur in Suriname (PECS).